# ノルウェーの教育
ノルウェーの教育（ノルウェーのきょういく）について記す。

## 概要
ノルウェーの教育は、6-16歳の年齢について義務教育であり、初等教育（グレード1-7）と前期中等教育（グレード8-10）に分けられる。義務教育以降も16-21歳までの国民は、法により、雇用されるか就学していなければならない。
ノルウェーにおける学期は8月中旬から始まり、翌年1月の上旬〜中旬で前期・後期が区切られ、6月下旬に年度が終了する。
ノルウェーは15歳対象のPISA評価において、スカンジナビア諸国を上回った（2009年）。
またボローニャ・プロセス参加国である。

## 就学前教育
幼稚園が6440校存在し、うち55%は私立校。

## 初等・前期中等教育
義務教育である初等・前期中等教育におけるカリキュラムは以下。学校数の4.7%は私立校。
- ノルウェー語
- 数学
- 社会科学
- 宗教・信条・倫理教育
- 芸術・工芸
- 自然科学
- 英語、もしくは高度言語教育
- 外国語
- 食事と健康
- 音楽
- 体育
- 生徒の自治活動
- 追加的プログラム

### 小学校 (Barneskole, グレード1–7)
6–13歳を対象とする7年間の初等教育。初等教育に属する学生のうち1.5 %が私立学校へ通う。
- グレード1：教育ゲーム、社会構造、アルファベット、算数（足し算、引き算）、英語
- グレード2−7：数学、英語、国語（ノルウェー語）、科学、宗教、美学、体育。
  - グレード5：地理、歴史、社会科学

成績は評価はされず、教員による助言が記される。テストは家庭で実施され、親と共有される。

### 中学校 (Ungdomsskole, グレード8-10)
13-16歳を対象とする3年間の前期中等教育であり義務教育。前期中等教育に属する学生のうち10%が私立学校へ通う。
- 成績評価開始
- 選択授業：グレード8〜。ドイツ語、フランス語、スペイン語など。

## 後期中等教育
16-19歳を対象とする3年間の後期中等教育。またフォルケホイスコーレも存在する。

### 高等学校（Videregående skole,VG1-VG3年)
一般教育（general studies）と職業教育（vocational studies）に分かれる。450校が存在し、学生の94%は公的学校に通学する。
| 一般教育のコース                                   | 職業教育のコース |
| -------------------------------------------------- | --- |
| - 一般教育 - スポーツ・体育 - 音楽・ダンス・ドラマ | - 建築 - デザイン・アート・工芸 - 電気と電子 - 保健とソーシャルケア - メディアと通信 - 農業・漁業・林業 - レストラン・食品加工 - サービス・運輸 - 技術・工業生産 |

- 1994年、教養課程を共通にするために、それまでの"General" (言語、歴史など）、"mercantile" (会計など） "vocational" (電子工学、大工など) の3分野を統合 (Reform 94)。
- 2005年、宗教学校、シュタイナー／ワルドルフ、モンテソーリ、ダニエルセン以外の私立高校が初めて設立。
- 教養課程の卒業行事として Russ というお祝いが催される。

## 職業教育機関
- Fagskoleutdanning（Technical vocational education） - 2年制の職業教育機関（ISCED-4C）[5]

## 高等教育

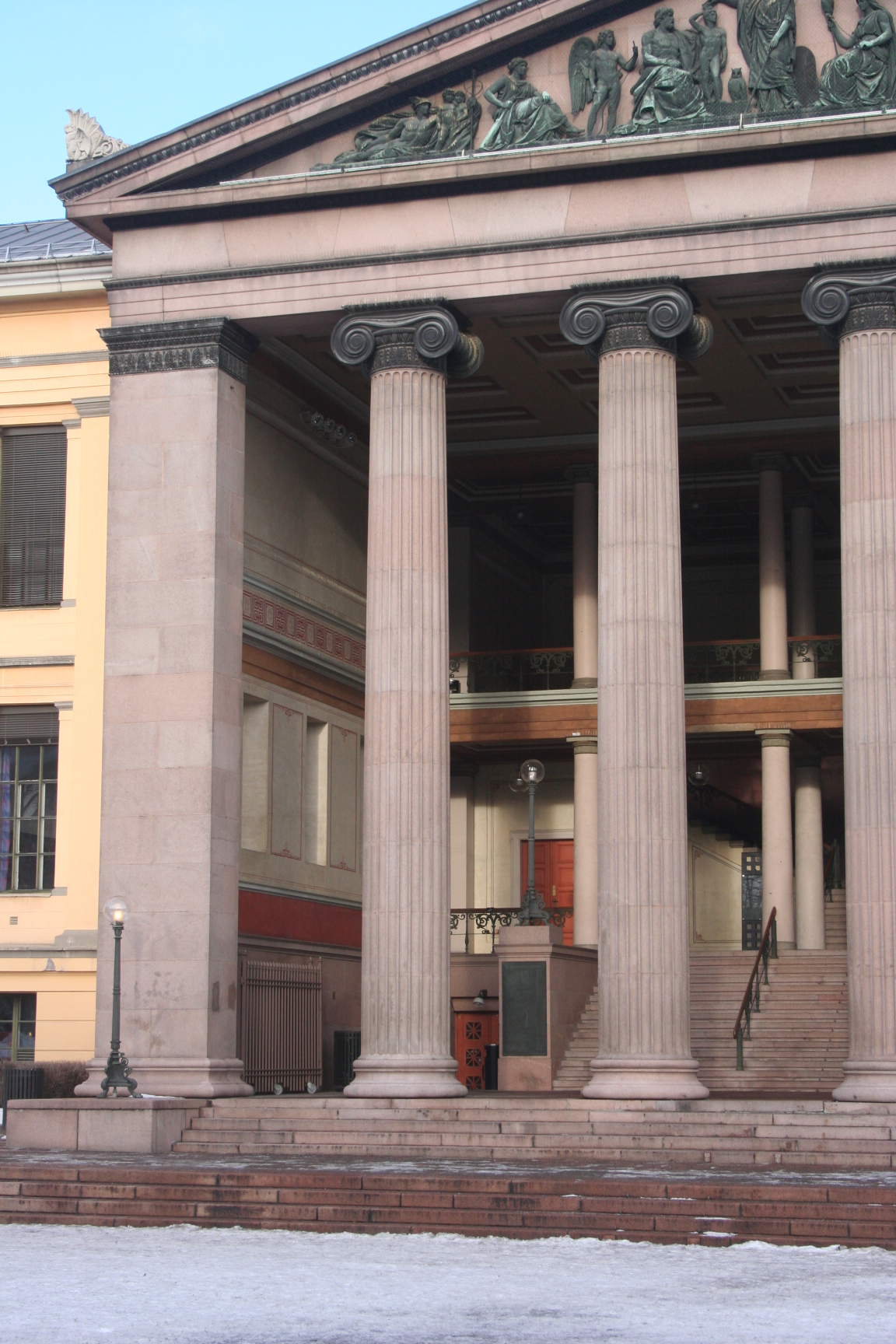
オスロ大学

7校の大学（Universitet)と、7校の大学レベル高等教育機関が存在。195千人の学生が存在し、うち24.5千人は私立校。
学費無し。教育研究省（ノルウェー）が所管する。

### 大学（Universitet)
最低履修年数：学士 (3年)、修士 (5年)、博士 (4年) 
国立:
- ノルウェー生命科学大学（Norwegian University of Life Sciences、Ås)
- ノルウェイ科学技術大学（en:Norwegian University of Science and Technology、トロンハイム)
- アグデル大学（Universitetet i Agder、クリスチャンサン, グリムスタ and Arendal)
- ベルゲン大学（Universitetet i Bergen）
- オスロ大学（Universitetet i Oslo）
- スタヴァンゲル大学（Universitetet i Stavanger）
- トロムソ大学（Universitetet i Tromsø)

### 職業大学
公立6校:
- Oslo School of Architecture and Design, or Arkitektur- og designhøgskolen i Oslo (official site)
- Molde University College, or Høgskolen i Molde (official site)
- Norwegian School of Economics and Business Administration, or Norges handelshøgskole (official site)
- Norwegian School of Sport Sciences, or Norges idrettshøgskole (official site)
- Norwegian Academy of Music, or Norges musikkhøgskole (official site)
- Norwegian School of Veterinary Science, or Norges vetrinærhøgskole (official site)

私立3校:
- BI Norwegian School of Management, or Handelshøyskolen BI (official site)
- MF Norwegian School of Theology, or Det teologiske Menighetsfakultet (official site)
- School of Mission and Theology in Stavanger, or Misjonshøgskolen (official site)

### 準大学（høyskole）

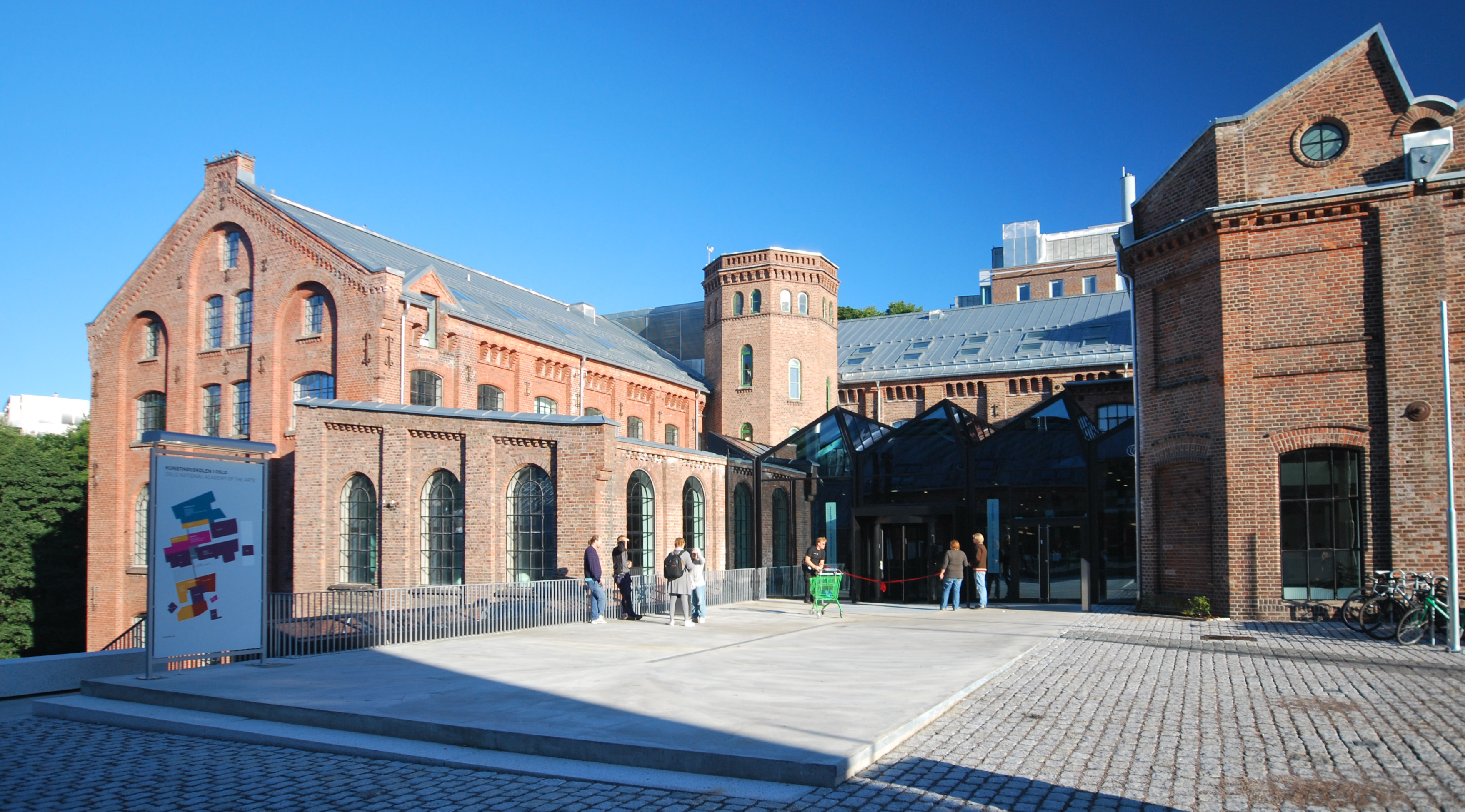
オスロ国立芸術大学

短期課程（2-2.5年, 5Bレベル）と中期（3-4年課程, 5Aレベル）に分かれ、後者は学士号が付与される。
学士課程、看護、教職、経営管理、技術、情報工学などの専門職業コースを運営。
公立：
- en:Akershus University College, or Høgskolen i Akershus (official site)
- en:Bergen National Academy of the Arts, or Kunsthøgskolen i Bergen (official site)
- en:Bergen University College, or Høgskolen i Bergen (official site)
- en:Bodø University College, or Høgskolen i Bodø (official site)
- en:Buskerud University College, or Høgskolen i Buskerud (official site)
- en:Finnmark University College, or Høgskolen i Finnmark (official site)
- en:Gjøvik University College, or Høgskolen i Gjøvik (official site)
- en:Harstad University College, or Høgskolen i Harstad (official site)
- en:Hedmark University College, or Høgskolen i Hedmark (official site)
- en:Lillehammer University College, or Høgskolen i Lillehammer (official site)

- en:Narvik University College, or Høgskolen i Narvik (official site)
- en:Nesna University College, or Høgskolen i Nesna (official site)
- en:Nord-Trøndelag University College, or Høgskolen i Nord-Trøndelag (official site)
- en:Norwegian Police University College, or Politihøgskolen (official site)
- オスロ国立芸術大学, or Kunsthøgskolen i Oslo (official site)
- en:Oslo University College, or Høgskolen i Oslo (official site)
- サーミ大学, or Samisk høgskole  (official site)
- en:Sogn og Fjordane University College, or Høgskolen i Sogn of Fjordane (official site[リンク切れ])
- en:Stord/Haugesund University College, or Høgskolen i Stord/Haugesund (official site)
- en:Sør-Trøndelag University College, or Høgskolen i Sør-Trøndelag (official site)

- en:Telemark University College, or Høgskolen i Telemark (official site)
- en:Tromsø University College, or Høgskolen i Tromsø (official site)
- en:Vestfold University College, or Høgskolen i Vestfold (official site)
- en:Volda University College, or Høgskolen i Volda (official site)
- en:Østfold University College, or Høgskolen i Østfold (official site)
- en:Ålesund University College, or Høgskolen i  (official site)

私立:
- en:Diakonhjemmet University College, or Diakonhjemmet Høgskole (official site)
- en:The Norwegian School of Information Technology, or Norges Informasjonsteknologiske Høyskole (official site)
- en:NLA School of Religion, Education and Intercultural Studies, or Norsk Lærerakademi Bachelor- og masterstudier (official site)

### 民間教育機関
コース例：経営、マーケティング、芸術
高等教育に属する学生のうち、10%が通う。
- Norwegian School of Management
- Campus Kristiania
- School of Missions and Theology
- Queen Maud's College of Early Childhood Education

## ノルウェーの教育史
- 1152年、聖職者のための教会学校設立：トロンハイム、オスロ、ベルゲン、ハーマル。
- 1537年、宗教改革後、ノルウェイ・デンマーク連合協定を結ぶ。教会学校はラテン語学校となりマーケットタウンに設置が義務づけられる。
- 1736年、読解能力を身につける訓練が義務化。
- 1827年、folkeskole（フォルケスコーレ） 開始
- 1889年、folkeskole は7年間の義務教育になる。
- 1969年、folkeskole は9年間の義務教育になる。
- 1970年代−1980年代、folkeskole は閉鎖され、grunnskole が導入。
- 1882年　女性も大学入学試験を受ける権利が認められた。
- 1884年　女性が大学のすべての学部で勉強し最終試験を受ける権利が認められた。

### 高等教育の歴史
- 1479年、コペンハーゲン大学設立。
- 1750年、ノルウェイ軍事学会（Norwegian Military Academy）設立。
- 1757年、コングスベルグ鉱山の技術者育成のために、鉱山専門者会議（"Mining Seminar"）設立。1814年に王立フレデリック大学（現オスロ大学）に移管。
- 1811年、オスロ大学が、ベルリン大学をモデルに設立（フンボルト・モデル）。
- 1859年、農業学校としてノルウェイ生命科学大学（Norwegian University of Life Sciences）が、Ås, アーケシュフースに設立。
- 1910年、ノルウェイ技術機関（Norwegian Institute of Technology）がトロンハイムに設立。
- 1936年、ノルウェイ経済経営管理学校（Norwegian School of Economics and Business Administration）が、ベルゲンに設立。
- 1943年、ノルウェイ経営学校（Norwegian School of Management）設立。
- 1946年、ベルゲン大学（University of Bergen）設立
- 1972年、トロムス大学（University of Tromsø）設立
- 2005年、スタヴァンゲル準大学が、スタヴァンゲル大学（University of Stavanger）になる。
- 2007年、アグデル準大学（1994年創設）が、アグデル大学（University of Agder）になる。

## 参照
1. ↑  “Norway Literacy”.   indexmundi. 2015年12月1日閲覧。
2. ↑  https://www.cia.gov/library/publications/the-world-factbook/geos/no.html Literacy estimate for Norway, CIA World Factbook
3. 1 2 3 4 5 6 7 8 9 10 11 12  Education – from Kindergarten to Adult Education (PDF) (Report). ノルウェー教育・研究庁. November 2007.
4. ↑  “アーカイブされたコピー”. 2011年1月20日時点のオリジナルよりアーカイブ。2010年12月8日閲覧。
5. 1 2 3 4 5 6  “ISCED mapping - Norway”.   UNESCO. 2015年11月13日閲覧。
6. ↑  Higher Education in Norway